# Liste der Fahnenträger der namibischen Mannschaften bei Olympischen Spielen
Die Liste der Fahnenträger der namibischen Mannschaften bei Olympischen Spielen listet chronologisch alle Fahnenträger namibischer Mannschaften bei den Eröffnungs- (EF) und Abschlussfeiern (AF) Olympischer Spiele und  Olympischer Jugendspiele auf.
Bisher nahmen keine namibischen Athleten an Olympischen Winterspielen bzw. Olympischen Jugend-Winterspielen teil.

## Liste der Fahnenträger
| Jahr und Ort           | Veranstaltung | Fahnenträger     | Fahnenträger       |
| Jahr und Ort           | Veranstaltung | Eröffnungsfeier  | Abschlussfeier     |
| ---------------------- | ------------- | ---------------- | ------------------ |
| 1992 in Barcelona      | Sommerspiele  | Frank Fredericks |                    |
| 1996 in Atlanta        | Sommerspiele  | Friedhelm Sack   |                    |
| 2000 in Sydney         | Sommerspiele  | Ali Nuumbembe    |                    |
| 2004 in Athen          | Sommerspiele  | Paulus Ambunda   | Agnes Samaria      |
| 2008 in Peking         | Sommerspiele  | Mannie Heymans   | Mannie Heymans     |
| 2012 in London         | Sommerspiele  | Gaby Ahrens      | Sem Shilimela      |
| 2016 in Rio de Janeiro | Sommerspiele  | Jonas Junias     | Michelle Vorster   |
| 2020 in Tokio          | Sommerspiele  | Jonas Junias     | Beatrice Masilingi |
| 2020 in Tokio          | Sommerspiele  | Maike Diekmann   | Beatrice Masilingi |
| 2024 in Paris          | Sommerspiele  | Vera Looser      | Helalia Johannes   |
| 2024 in Paris          | Sommerspiele  | Alex Miller      | Phillip Seidler    |

| Jahr und Ort         | Veranstaltung       | Fahnenträger     |
| -------------------- | ------------------- | ---------------- |
| 2010 in Singapur     | Jugend-Sommerspiele | Abrahm Louw      |
| 2014 in Nanjing      | Jugend-Sommerspiele | Zanré Oberholzer |
| 2018 in Buenos Aires | Jugend-Sommerspiele | Quinn Reddig     |

## Statistik Olympische Spiele
| #       | Sportart       | EF | AF | ∑  |
| ------- | -------------- | -- | -- | -- |
| 1       | Radsport       | 3  | 2  | 5  |
| 2       | Boxen          | 4  | 0  | 4  |
| 2       | Leichtathletik | 1  | 3  | 4  |
| 4       | Schwimmen      | 2  | 1  | 3  |
| 5       | Rudern         | 1  | 0  | 1  |
| 5       | Ringen         | 0  | 1  | 1  |
| Gesamt: | Gesamt:        | 11 | 7  | 18 |

| Rang                   | Sportart | EF | AF | ∑ |
| ---------------------- | -------- | -- | -- | - |
| bisher keine Teilnahme |          |    |    |   |
| Gesamt:                | Gesamt:  | 0  | 0  | 0 |

| #       | Sportart       | EF | AF | ∑  |
| ------- | -------------- | -- | -- | -- |
| 1       | Radsport       | 3  | 2  | 5  |
| 2       | Boxen          | 4  | 0  | 4  |
| 2       | Leichtathletik | 1  | 3  | 4  |
| 4       | Schwimmen      | 2  | 1  | 3  |
| 5       | Rudern         | 1  | 0  | 1  |
| 5       | Ringen         | 0  | 1  | 1  |
| Gesamt: | Gesamt:        | 11 | 7  | 18 |

## Statistik Jugendspiele
| Rang    | Sportart      | ∑ |
| ------- | ------------- | - |
| 1       | Bogenschießen | 1 |
| 1       | Schwimmen     | 1 |
| 1       | Triathlon     | 1 |
| Gesamt: | Gesamt:       | 3 |

| Rang                   | Sportart | EF | AF | ∑ |
| ---------------------- | -------- | -- | -- | - |
| bisher keine Teilnahme |          |    |    |   |
| Gesamt:                | Gesamt:  | 0  | 0  | 0 |

| Rang    | Sportart      | ∑ |
| ------- | ------------- | - |
| 1       | Bogenschießen | 1 |
| 1       | Schwimmen     | 1 |
| 1       | Triathlon     | 1 |
| Gesamt: | Gesamt:       | 3 |